# Matapozuelos
Matapozuelos – gmina w Hiszpanii, w prowincji Valladolid, w Kastylii i León, o powierzchni 50,51 km². W 2011 roku gmina liczyła 1038 mieszkańców.